# Sola (манга)
Sola (яп. そら Сора) — манга, которая была придумана Наоки Хисая (автор Kanon) и дизайнером персонажей Нару Нанао (дизайнер D.C. ~Da Capo~), иллюстрированная Тяко Абэно. Название аниме на латинском (и ряде производных от него языков, напр., итальянском или испанском) означает «одна». Если же записать это слово по-японски, получится そら, то есть «небо».

## Сюжет
Действие происходит в вымышленном городе Канами, прототипом которого стал город Нагасаки. Ученик первого класса старшей школы Моримия Ёрито увлекается фотографией. Особенно он любит фотографировать небо. Вот и сегодня он пришёл на набережную рано утром, чтобы сфотографировать небо на рассвете. И встретил там странную девушку, с разбегу бившую ногой по автомату, чтобы получить от него банку с соком. Вторая его встреча с этой девушкой (которую звали Мацури) произошла на другой день, в том же месте при тех же обстоятельствах. А когда, спустя ещё некоторое время, он помог ей спастись от странного мужчины с катаной, он привёл её к себе домой. Тут-то и выяснилось, что она вовсе не человек, а яка.

## Персонажи
Ёрито Моримия (яп. 森宮 依人 Моримия Ёрито) — ученик первого класса старшей школы. Любит небо, постоянно его фотографирует, даже стены и потолок в его комнате увешаны этими фотографиями. Одноклассники даже прозвали его «сора-бака» (空バカ). Увидев подходящий вид, бросается его фотографировать, забыв обо всех остальных делах. Родителей нет, живёт со старшей сестрой. В начале сериала она находится в больнице, и он посещает её, каждый раз привозя ей в подарок куклы. В отличие от неба, в отношении кукол у него никакого вкуса нет и он, как правило, выбирает самые неудачные.
Сэйю: Нобухико Окамото
Мацури Сихо (яп. 四方 茉莉 Сихо: Мацури) — внешне выглядит, как молодая девушка примерно того же возраста, что и Ёрито. На самом же деле, она яка, и живёт уже более 350 лет. Может выходить на улицу только ночью, однако ей хочется увидеть голубое небо. До встречи с Ёрито жила в полуразрушенной церкви. В этой церкви остались старые книги, которые она продавала, получая благодаря этому средства к существованию. С техникой обращаться не умеет, в готовке тоже слаба. Любит пить баночный томатный сок.
Сэйю: Мамико Ното
Аоно Моримия (яп. 森宮 蒼乃 Моримия Аоно) — старшая сестра Ёрито. Несколько месяцев назад она заболела, поэтому сейчас находится в городской больнице. Её особым мастерством является оригами, в готовке также сильна. Она немногословна и загадочна. Любит Ёрито, хотя редко выражает это внешне; кукол, которые Ёрито ей приносит, она молча швыряет в коробку; тем не менее, дорожит ими, и не выбрасывает.
Сэйю: Маи Накахара
Мана Исидзуки (яп. 石月 真名 Исидзуки Мана) — одноклассница Ёрито. Познакомились они в больнице, куда он пришёл навестить Аоно, а она — свою младшую сестру. После этого она стала часто приходить к Ёрито домой помогать по хозяйству, так как сам Ёрито в этих делах не силён. Подруги подозревают, что её отношение к Ёрито более серьёзное, чем просто дружба, сама она, однако, это отрицает. В свободное время подрабатывает в ресторанчике «Адзюру».
Сэйю: Ёко Хонда
Коёри Исидзуки (яп. 石月 こより Исидзуки Коёри) — младшая сестра Маны, учится во втором классе младшей школы. В разговоре обычно использует вежливый стиль речи, даже свою сестру называет не «Онээ-тян», а «Мана-сан», за что получает от Маны подзатыльники. Заболев, попала в больницу, где в первый же вечер познакомилась с Аоно. Несмотря на разницу в возрасте, они сразу подружились; их объединило ощущаемое обеими острое чувство одиночества. Аоно учит Коёри делать оригами. После выписки из больницы Коёри по-прежнему приходит иногда в дом Аоно.
Сэйю: Ай Симидзу
Такэси Цудзидо (яп. 辻堂 剛史 Цудзидо: Такэси) — странный мужчина с бородкой. С детских лет влюблён в Маюко, и когда та стала якой, остался с ней, поклявшись, что когда-нибудь сможет вновь сделать её человеком. Но для этого ему надо убить своей особой катаной какую-нибудь другую яку. По этой причине он преследует Мацури. Катана, которую носил с собой Такэси, обладает способностью «передавать жизнь» от одной яки другой. Та яка, которой таким образом передали жизнь, может снова стать человеком.
Сэйю: Кэйдзи Фудзивара; (в детстве) Юко Сампэй
Маюко Камикава (яп. 神河 繭子 Камикава Маюко) — девочка, путешествующая вместе с Такэси. В руках обычно держит плюшевого зайца, и имеет обычай спать в пустых коробках. На вид ей около 10 лет. Когда-то она была обычной девочкой, но 17 лет назад она была убита, а затем была превращена в яку. Подаренного ей в тот день Такэси плюшевого зайца до сих пор носит с собой, как нечто ценное.
Сэйю: Томоко Канэда
Саэ Сакура (яп. 佐倉 紗絵 Сакура Саэ) — одна из одноклассниц Маны. Мэганэкко. Подрабатывает в том же ресторане, что и Мана. Любит распространять слухи. Питает особую страсть к мужчинам с бородкой, в частности, к Такэси, который вместе с Маюко приходит иногда к ним в ресторан, и которого она называет «Хигэ-дандэи», то есть «дэнди с бородкой». Маюко она считает его дочерью.
Сэйю: Ами Косимидзу

## Медия

### Манга
Манга публиковалась в японском журнале Dengeki Daiō (издаваемом компанией MediaWorks) начиная с 21 декабря 2006 года (публикация закончилась 21 февраля 2008 года, то есть, уже после выхода аниме). 

### Drama CD
В мае 2008 года был также выпущен диск Drama CD, называвшийся «sola～イツカノソラ～», с теми же сэйю, но несколько иным развитием сюжета.

### Аниме
В 2007 году студией Nomad был выпущен аниме-сериал, состоящий из 13 серий, позже вышел DVD с двумя дополнительными сериями. 

#### Список серий
| 1 | Зонтик цвета неба «The Sky-Colored Umbrella» (ソライ口ノカサ)                                   | 6 апреля 2007 года  |
| Ёрито, идя фотографировать предрассветное небо, встречает Мацури, неожиданно она убегает. Он снова её встречает, когда сбежал из дому ночью, она оставляет зонтик и убегает. Он её находит, когда Такэси с катаной нападает на Мацури. |                                                                                                 |                     |
| 2 | Глядя в небо «Looking up at the Blue» (ミアグルアオ)                                            | 13 апреля 2007 года |
| Такэси ранил Мацури, но она сбежала. Ёрито находит Мацури без сознания и приносит её домой. Она исследует квартиру — везде фотографии неба. |                                                                                                 |                     |
| 3 | Спокойный денёк «Peaceful Day» (オダヤカナヒ)                                                   | 20 апреля 2007 года |
| Она пытается обустроиться и выполнять дела по хозяйству у него дома. Мана расследует, что скрывает Ёрито: Мацури, она посчитала, девушкой Ёрито. |                                                                                                 |                     |
| 4 | Желания двух людей «Two People\'s Wish» (ネガイフタリ)                                          | 27 апреля 2007 года |
| Такэси, обедая в кафе с Маюко, замечает проходящего Ёрито с Коёри. |                                                                                                 |                     |
| 5 | Ливень света «Pouring Light» (フリソソグヒカリ)                                                 | 4 мая 2007 года     |
| Такэси выслеживает Коёри, которая направляется в дом Ёрито без спросу. Ёрито уходит навестить сестру, а Мацури остаётся. После ухода Коёри, Такэси проникает в дом Ёрито, Мацури в западне. У мацури появляется возможность убить Такэси, но она выбирает бежать из дому в лес и прячется под тенью дерева. Такэси пытается её убить, но её закрывает своим телом Ёрито. Такэси спугивает приближающаяся Мана. |                                                                                                 |                     |
| 6 | Кровь жертвы «Blood of a Sacrifice» (イケニエノチ)                                              | 11 мая 2007 года    |
| Коёри сообщает Аоно, что Ёрито приведёт в больницу и познакомит её с Мацури, если будет дождь. Когда они пришли, Аоно притворилась спящей и пошла за ними. Заметив это, Мацури отделилась погулять, и пошла на встречу с Аоно — они знакомы. Аоно возвращается домой. Ночью Мацури прощается с Ёрито и исчезает.                                                                                               |                                                                                                 |                     |
| 7 | Ночное небо «Gray Sky» (ハイイロノヨル -Пепельная ночь-)                                        | 18 мая 2007 года    |
| Ёрито ищет Мацури, но никак не находит. Аоно пытается понравиться Ёрито и сделать так, чтобы нечто не напоминало о Мацури, заставляет проводить с ней больше времени. Когда они ночью зашли в магазин, Ёрито случайно встречает Мацури. Хотя та убежала, он её нашёл. Аоно проникает в сознание Ёрито — он ранит Мацури.                                                                                       |                                                                                                 |                     |
| 8 | Несмываемые мысли -Вечное чувство- «Indelible Thoughts» (キエナイオモイ -Everlasting Feelings-) | 25 мая 2007 года    |
| Ёрито не может вспомнить, что он вчера сделал. Ему кажется, что он убил Мацури. Аоно сначала уверяет его, что это был сон, затем — что Мацури мертва. Поскольку Аоно не подпускала её к «больному» Ёрито, Мана проникает в дом Моримия и возвращает Ёрито к реальности, показав фото живой Мацури. |                                                                                                 |                     |
| 9 | Закончить общение «End of a Promise» (ヤクソクノハチ -нет-)                                     | 1 июня 2007 года    |
| Аоно пришла убить Мацури, но не смогла завершить начатое. Видя, что их нашли Ёрито и Мана, Мацури и Маюко уходят. Мана отводит к себе домой Ёрито. На Мацури нападает на Такэси, Маюко его останавливает и говорит, что жертва за обретение жизни слишком дорога, и что она заменяет обещание на просто быть с ней.                                                                                            |                                                                                                 |                     |
| 10 | Мерцающая иллюзия «Flickering Illusion» (ユレルマボロシ)                                        | 8 июня 2007 года    |
| Сложив все отрывки в единое, Ёрито приходит домой: он хочет знать правду от Аоно, но обнаруживает, что она — яка. Он приходит к Мацури и узнаёт правду. |                                                                                                 |                     |
| 11 | Живописная мечтательность «Pictures of a Reverie» (ムソウレソガ)                                | 15 июня 2007 года   |
| Он хочет всё вернуть на свои места: сняты фотообои неба с потолка — он смотрит теперь на небо. Мана замечает, что нигде нет следов следов его существования: никто его не знает, нет его и на фотографиях. Она находит его, они прощаются и он исчезает. Она знает его и всё об нём, но чувства остаются… Уезжают Маюко и Такэси. Мацури приходит домой к собирающейся переезжать Аоно.                        |                                                                                                 |                     |
| 12 | Граница между светлым и тёмным «The Boundary Between Light and Dark» (ユウメイノサカイ)         | 22 июня 2007 года   |
| Обогрев своей кровью катану, Мацури, проткнула Аоно, убила в ней яку, но передала ей часть своей жизни, которая не была израсходована, так как она не жила человеческой жизнью. |                                                                                                 |                     |
| 13 | Небо «ソラ» (Sky)                                                                               | 29 июня 2007 года   |
| Мацури ранила Аоно. Продолжается сражение; защищая Мацури, Ёрито закрывает её от удара катаны собою и рассыпался на листки. Аоно и Мацури встречают рассвет. Аоно начинает новую жизнь в старом городе. |                                                                                                 |                     |

#### Музыка
Открывающая тема:
«Binkan na Fuukei» - исполняет Ceui (01)
«Colorless wind» - исполняет Юки Айра (02-13)
Закрывающая тема:
«Mellow Melody» - исполняет Ceui (01-12)
«Miageru Ano Sora de» - исполняет Юки Айра (13)

## Критика
В конце 2007 года «Sola» была выбрана японскими зрителями, как лучшее аниме года.

## Терминология
Яка (夜禍), / якабито (夜禍人) (夜 — ночь, 禍 — бедствие) — особые мистические существа, воплощения человеческих страданий и боли. Обычно они всегда одиноки и ненавидимы людьми. Сама Мацури называет як монстрами (化物, бакэмоно). Внешне, однако, они практически не отличаются от людей. При этом они обладают некоторыми способностями, недоступными людям. Хотя, строго говоря, яки не являются нестареющими, или бессмертными, они могут жить сотни лет. От нанесённых им ран быстро исцеляются. Однако, солнечный свет для них губителен, поэтому они выходят на улицу только по ночам, или в ненастную погоду. Одни яки, такие, как Мацури, являются яками от рождения, другие же, как Томоко, были когда-то людьми, и уже потом стали яками. Превратить человека в яку может лишь яка от рождения.